# John Isaac Moore

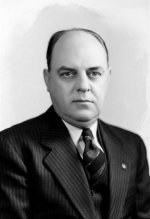
John Isaac Moore

John Isaac Moore (* 7. Februar 1856 im Lafayette County, Mississippi; † 18. März 1937) war ein US-amerikanischer Politiker und 1907 kommissarisch Gouverneur des Bundesstaates Arkansas.

## Frühe Jahre und politischer Aufstieg
John Moore besuchte bis 1881 die University of Arkansas. Nach einem Jurastudium wurde er 1882 als Rechtsanwalt zugelassen. Moore war Mitglied der Demokratischen Partei und wurde 1882 erstmals in das Repräsentantenhaus von Arkansas gewählt, was ihm 1901 und 1903 erneut gelang, wobei er in seiner letzten Amtszeit dort als Speaker amtierte. Zwischen 1894 und 1900 war er Richter an einen Nachlassgericht im Phillips County. Zwischen 1905 und 1907 saß er im Senat von Arkansas und war 1907 sogar dessen Präsident.

## Amtierender Gouverneur und weiterer Lebensweg
Als der erst im Januar vereidigte Gouverneur John Sebastian Little bereits im Februar 1907 sein Amt nach einem Nervenzusammenbruch aufgeben musste, fiel Moore als Senatspräsident die Aufgabe zu, dessen Amt zu übernehmen. Da aber seine Amtszeit als Senatspräsident bereits am 14. Mai endete, blieben ihm knapp drei Monate als amtierender Gouverneur. In dieser Zeit hat er das Amt lediglich verwaltet. Der neue Senatspräsident Xenophon Overton Pindall übernahm dann ab Mai 1907 das Amt des Gouverneurs und beendete John Littles Amtszeit, die bis zum 14. Januar 1909 gelaufen wäre. Moore kehrte zwischen 1913 und 1915 in den Staatssenat zurück. Zwischen 1917 und 1918 gehörte er der Kommission zu Überarbeitung der Verfassung von Arkansas an. Im März 1937 verstarb John Moore im Alter von 81 Jahren.